# Peter Giesel
Peter Lauritz Giesel (* 9. Juni 1968 in West-Berlin) ist ein deutscher Journalist, Moderator und TV-Produzent, der vor allem durch seine Dokureihe Achtung Abzocke Bekanntheit erlangte.

## Leben
Der gebürtige Berliner und Sohn des ehemaligen Mitglieds des Abgeordnetenhauses von Berlin Rainer Giesel absolvierte nach seinem Abitur ein Studium der Anglistik, Zeitgeschichte und Philosophie an der Freien Universität Berlin. Seine Karriere begann Giesel als Schüler beim Berliner Radiosender Hundert,6. Weitere Stationen als Moderator und Redakteur beim Hörfunk waren bei Radio Energy, 104.6 RTL und 94,3 rs2 und Radio Gong 97,1 in Nürnberg. Während seines Studiums, im Jahre 1995, wechselte Giesel zum Fernsehen und arbeitete zunächst als Redakteur bei der Berliner Firma Meta Productions, die das Magazin Akte produzierte. Dessen Moderator Ulrich Meyer bezeichnet er als seinen „großen Ziehvater“. Von 1997 bis 2000 war Giesel Chefreporter aller Boulevardsendungen von Sat.1 und anschließend als Chefreporter von Focus TV international unterwegs. 
2006 gründete Giesel seine erste eigene TV-Produktionsfirma. Diese wurde im Jahr 2012 wieder aufgelöst.
Im Rahmen einer Auslandsreportage über schlechte Arbeitsbedingungen auf den Baustellen für die Fußball-WM 2022 im Emirat Katar wurde Giesel im Jahr 2013 von den dortigen Behörden verhaftet. Wie es in einem Zeitungsartikel der Süddeutschen Zeitung heißt, habe Giesel gerade einen Aufsager in die Kamera gesprochen, als die katarische Polizei in seinem Hotel, dem Grand Mercure Doha, angerückt sei. Er habe niemanden informieren dürfen und ein Vernehmungsprotokoll unterschreiben müssen, das auf Arabisch verfasst gewesen und ihm auf Englisch vorgelesen worden sei. Laptops, Kameras, Smartphones, Speichermedien, Geld, Kreditkarten, sein Pass und Ehering seien von der Polizei beschlagnahmt worden. Giesel habe sich ausziehen müssen und sei in Häftlingskleidung gesteckt worden. Dann sei er in Handschellen in eine Einzelzelle gebracht worden. In den polizeilichen Befragungen habe Giesel immer wieder bestätigen müssen, dass er einen Fehler begangen habe, ohne Dreherlaubnis nach Doha gereist zu sein. Die Freilassung von Giesel sei 18 Stunden später durch einen Mitarbeiter der „Qatar Media Corporation“ veranlasst worden. Der Fernsehsender Sky Sport News strahlte die Dokumentation im Oktober 2013 in der Sendung Inside Report aus.
Heute ist Giesel vor allem für seine Dokureihe Achtung Abzocke bekannt, welche er seit dem Jahr 2015 durch seine in München ansässige Produktionsfirma für den Privatsender Kabel Eins produziert. Zu den erfolgreichsten Formaten der Reihe zählen unter anderem die Ableger Achtung Abzocke – Urlaubsbetrügern auf der Spur und Achtung Abzocke – Betrügern auf der Spur. Im Zuge seiner Recherchen ist er auch international unterwegs, um Betrugsfälle aufzudecken. Am 1. Juli 2021 erzielte die Sendung Achtung Abzocke – Betrügern auf der Spur den bisherigen Quoten-Bestwert. Im Rahmen seiner Reportagen fungiert Giesel nicht nur als Produzent, sondern auch als Moderator und Gesicht der Formate. Im Jahr 2021 wirkte Giesel an der Kabel-Eins-Sendung Deutschlands größte Geheimnisse mit, in welcher er verschiedene Kurzreportagen kommentiert. Auch im K1 Magazin ist der Moderator oft in der Rolle eines Kommentators zu sehen.

## Privates
Giesel lebt mit seiner Familie in der Nähe von München. Er ist verheiratet und hat drei Töchter.

## Filmografie (Auswahl)
- 2013: Inside Report (Sky Sport News)
- seit 2015: Achtung Abzocke – Urlaubsbetrügern auf der Spur (Kabel eins)
- seit 2015: K1 Magazin (Kabel eins)
- seit 2015: Taff (ProSieben)
- seit 2017: Sicher ist sicher – Das Magazin für Ihren Schutz (Kabel eins)
- seit 2017: Achtung Abzocke – Betrügern auf der Spur (Kabel eins)
- seit 2017: Die größten Trends – Die größten Reisetrends (Kabel eins)
- seit 2018: Achtung Abzocke – Wie ehrlich sind Deutschlands Handwerker? (Kabel eins)
- seit 2018: Achtung Abzocke – Peter Giesel rettet den Urlaub (Kabel eins)
- seit 2021: Deutschlands größte Geheimnisse (Kabel eins)
- 2021: Die Sommertrends 2021 (Kabel eins)
- 2022: 50 Jahre Ballermann (Kabel eins)